# Saint-Jean-de-Couz
Saint-Jean-de-Couz és un municipi francès situat al departament de la Savoia i a la regió d'Alvèrnia-Roine-Alps. L'any 2007 tenia 244 habitants.

## Demografia

### Població
El 2007 la població de fet de Saint-Jean-de-Couz era de 244 persones. Hi havia 88 famílies de les quals 20 eren unipersonals (16 homes vivint sols i 4 dones vivint soles), 20 parelles sense fills, 44 parelles amb fills i 4 famílies monoparentals amb fills.
La població ha evolucionat segons el següent gràfic:
Habitants censats

### Habitatges
El 2007 hi havia 100 habitatges, 89 eren l'habitatge principal de la família, 10 eren segones residències i 1 estava desocupat. 91 eren cases i 9 eren apartaments. Dels 89 habitatges principals, 72 estaven ocupats pels seus propietaris, 16 estaven llogats i ocupats pels llogaters i 1 estava cedit a títol gratuït; 6 tenien tres cambres, 29 en tenien quatre i 53 en tenien cinc o més. 75 habitatges disposaven pel capbaix d'una plaça de pàrquing. A 21 habitatges hi havia un automòbil i a 62 n'hi havia dos o més.

### Piràmide de població
La piràmide de població per edats i sexe el 2009 era:
| Homes | Edats   | Dones |
| ----- | ------- | ----- |
| 0     | 95 o +  | 0     |
| 0     | 90 a 94 | 0     |
| 0     | 85 a 89 | 0     |
| 4     | 80 a 84 | 0     |
| 0     | 75 a 79 | 4     |
| 4     | 70 a 74 | 12    |
| 0     | 65 a 69 | 0     |
| 0     | 60 a 64 | 4     |
| 0     | 55 a 59 | 0     |
| 8     | 50 a 54 | 8     |
| 12    | 45 a 49 | 4     |
| 8     | 40 a 44 | 16    |
| 8     | 35 a 39 | 4     |
| 12    | 30 a 34 | 8     |
| 8     | 25 a 29 | 12    |
| 8     | 20 a 24 | 0     |
| 8     | 15 a 19 | 0     |
| 4     | 10 a 14 | 8     |
| 8     | 5 a 9   | 16    |
| 8     | 0 a 4   | 8     |

## Economia
El 2007 la població en edat de treballar era de 163 persones, 136 eren actives i 27 eren inactives. De les 136 persones actives 134 estaven ocupades (76 homes i 58 dones) i 2 estaven aturades (2 homes). De les 27 persones inactives 5 estaven jubilades, 12 estaven estudiant i 10 estaven classificades com a «altres inactius».

### Ingressos
El 2009 a Saint-Jean-de-Couz hi havia 93 unitats fiscals que integraven 230,5 persones, la mediana anual d'ingressos fiscals per persona era de 20.544 €.

### Activitats econòmiques
Dels 8 establiments que hi havia el 2007, 3 eren d'empreses de construcció, 1 d'una empresa de comerç i reparació d'automòbils, 2 d'empreses d'hostatgeria i restauració, 1 d'una empresa de serveis i 1 d'una empresa classificada com a «altres activitats de serveis».
Dels 4 establiments de servei als particulars que hi havia el 2009, 1 era un guixaire pintor, 1 lampisteria, 1 perruqueria i 1 restaurant.
L'únic establiment comercial que hi havia el 2009 era una carnisseria.
L'any 2000 a Saint-Jean-de-Couz hi havia 3 explotacions agrícoles.

## Equipaments sanitaris i escolars
El 2009 hi havia una escola elemental.

## Poblacions més properes
El següent diagrama mostra les poblacions més properes.